# Паукер, Анна

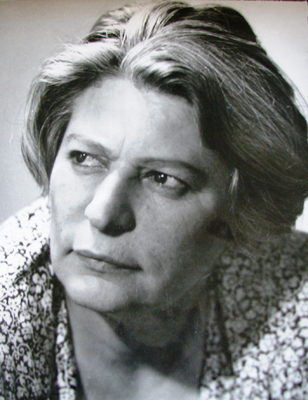
Анна Паукер

А́нна Па́укер (рум. Ana Pauker, урожд. Ханна Рабинсон (рум. Hanna Rabinsohn) 13 декабря 1893, с. Кодаешти, уезд Васлуй, Королевство Румыния — 14 июня 1960, Бухарест, Социалистическая Республика Румыния) — румынский политический деятель, министр иностранных дел Румынии и фактический лидер РКП в конце 1940 — начале 1950-х гг. Жена Марчела Паукера.

## Биография

### Ранние годы и начало политической деятельности
Родилась в бедной религиозной еврейской семье шохета, в которой двое из шести детей умерли в младенчестве. Её младший брат стал сионистом.
Трудовую деятельность начала в 12 лет. С 17 лет работала учительницей в еврейской начальной школе в Бухаресте. В 1915 г. вступила в Социал-демократическую партию (с 1918 г. — Социалистическая партия Румынии), из которой после серии расколов появилась в 1921 г. Румынская коммунистическая партия (первоначально под названием Социалистическо-Коммунистическая партия). Принадлежала к пробольшевистскому большинству Соцпартии, приведшему ту в Коминтерн. На 2-м съезде РКП (октябрь 1922) была избрана в состав ЦК партии.
Она и её муж, Марчел Паукер, стали одними из её лидеров. Оба за свою политическую деятельность подвергались арестам в 1923 и 1924 гг. и в 1926—1927 гг. находились в вынужденной эмиграции в Берлине, Париже и Вене.
В 1928 г. поступает в коминтерновскую Международную Ленинскую школу в Москве, сотрудничает с Д. З. Мануильским. Вскоре становится инструктором Коминтерна во Франции, затем — в балканских странах. В 1935 г. вошла в Секретариат ЦК РКП. По возвращении в Румынию в 1935 г. была арестована, осуждена вместе с другими ведущими коммунистами и приговорена к десяти годам заключения. В 1938 г. в СССР был расстрелян её муж.
В мае 1941 г. была выслана в СССР в обмен на возвращение оттуда заключённого молдавского политика Иона Кодряну. Ходили слухи, что ей пришлось заниматься самокритикой как «троцкистке»; однако архивные документы Коминтерна подтверждают, что она отказывалась это делать. В Москве она стала лидером румынских коммунистов — эмигрантов: с 1941 г. — представитель РКП при ИККИ, в 1943—1944 гг. — возглавляла заграничное бюро РКП и радио «România Liberă» (Свободная Румыния). В этом качестве секретарём Паукер была врач Наталья Скурту, мать Киры Муратовой. В 1944 году назначена комиссаром в звании полковника в 1-й румынской добровольческой пехотной дивизии имени Тудора Владимиреску, сформированной из военнопленных.

### В руководстве Румынии
После свержения режима Антонеску в 1944 вернулась на родину. В 1945—1948 гг. — член Политбюро и секретарь ЦК РКП. После объединения (1948) РКП и Социал-демократической партии в Румынскую рабочую партию (РРП), с февраля 1948 по май 1952 член Политбюро ЦК и секретарь ЦК РРП. В декабре 1947 — июле 1952 гг. — министр иностранных дел Румынии. Причислялась к четвёрке высших партийно-государственных руководителей: Георге Георгиу-Деж, Анна Паукер, Василе Лука, Теохари Джорджеску.
В 1948 году журнал Time поместил её портрет на обложке и описал её как «самую влиятельную из живущих женщин». Однако вскоре её деятельность подверглась внутрипартийной критике. Во-первых, Паукер обвиняли в «политике социал-демократического типа»: массовой вербовке более 500 000 новых членов коммунистической партии без проверки — в том числе бывших членов Железной гвардии. Во-вторых, в 1949 году она не поддержала строительство канала Дунай — Чёрное море — личное предложение Сталина. В-третьих, она сопротивлялась репрессиям внутри румынской компартии в ходе сталинского конфликта с Тито: так, она была против преследования объявленных «титоистами» румынских ветеранов республиканских интербригад в Гражданскую войну в Испании и отрядов французского Сопротивления. Кроме того её обвиняли в «саботаже» процесса против коммунистического министра юстиции Лукрециу Пэтрэшкану.
Паукер также способствовала эмиграции примерно 100 000 евреев в Израиль (1950—1952) и решительно выступила против принудительной коллективизации, проведенной по приказу из Москвы летом 1950 года. В 1947 году добилась повышения закупочных цен на сельхозпродукцию. Историк Норман Наймарк позже сравнивал её политику с первоначальным курсом Владислава Гомулки: коалиции с «историческими» партиями, компромиссы с «буржуазными» политиками, пресечение преследований социал-демократов и либералов.

### Смещение и поздние годы
Отстранена от власти в 1952 г. Георге Георгиу-Дежем в результате кампании, направленной против «сионистов» и «космополитов». Была выведена из состава ЦК официально за «фракционную деятельность», а в июле снята со всех постов в правительстве.
Была арестована 18 февраля 1953 г. и подвергнута допросам с пристрастием. Хотя ситуация угрожала новым политическим процессом с антисемитским подтекстом подобно «Делу Сланского» в Чехословакии, но после смерти Сталина в марте 1953 г. Паукер была освобождена из тюрьмы благодаря заступничеству В. М. Молотова (к которому из заключения вернулась супруга П. С. Жемчужина, старая знакомая Паукер) и помещена под домашний арест. Чтобы не допустить её возврата к власти, руководство РКП в разговорах с Н. С. Хрущёвым создавало ей репутацию «твердокаменной сталинистки», повинной в «эксцессах конца 1940-начала 1950-х годов».
Последние годы работала переводчицей с французского и немецкого языков для местного политиздата (Editura Politică), но без права подписи. В октябре 1959 года получила официальное сообщение от постсталинских советских властей о том, что её супруг, о точной судьбе которого у неё не было определённой информации, предположительно был казнен в СССР 16 августа 1938 года.
Ана Паукер умерла от рака молочной железы в Бухаресте 3 июня 1960 года.

## Семья
От брака с Марчелом Паукером родилось трое детей:
- Таньо (1921—1922);
- Влад (1926—2016);
- Татьяна (1928—2011).

Также у неё был четвёртый ребёнок, Маша (род. 1932) от чешского коммуниста Евгения Фрида (1900—1943). В конце 1940-х усыновила пятого ребёнка, сына Александру.
Влад и Маша в начале XXI века проживали во Франции.

## В культуре
Аллегорически изображена под именем Ганна Лихте в советском фильме Михаила Калатозова «Заговор обречённых» (1950).